# 24. Unterseebootsflottille
A 24. Unterseebootsflottille foi uma unidade militar da Kriegsmarine durante a Segunda Guerra Mundial.

## Bases
| Novembro de 1939 - Junho de 1940    | Danzigue    |
| Junho de 1940 - Junho de 1941       | Memel       |
| Junho de 1941 - Setembro de 1941    | Trontêmio   |
| Setembro de 1941 - Outubro de 1944  | Memel       |
| Outubro de 1944 - Fevereiro de 1945 | Gotenhafen  |
| Fevereiro de 1945 - Março de 1945   | Eckernförde |

## Comandantes
| Comandante                     | Data                             |
| ------------------------------ | -------------------------------- |
| Korvkpt. Hannes Weingärtner    | Novembro de 1939 - Julho de 1942 |
| Kptn. z. S. R. Peters          | Julho de 1942 - Janeiro de 1943  |
| Fregkpt. Karl-Friedrich Merten | Março de 1943 - Maio de 1944     |
| Korvkpt. Karl Jasper           | Maio de 1944 - Julho de 1944     |
| Fregkpt. Karl-Friedrich Merten | Julho de 1944 - Março de 1945    |

## Tipos de U-Boot
Serviram nesta flotilha um os seguintes tipos de U-Boots:
IIB, IIC, IID, VIIC, VIIC41, IX, XB e UA.

## U-Boots
Foram designados ao comando desta Flotilha um total de 53 U-Boots durante a guerra:
| U-8, U-9, U-14, U-18, U-19, U-28, U-29               |
| U-30, U-34, U-38, U-46, U-52, U-56, U-71             |
| U-72, U-80, U-96, U-101, U-103, U-121, U-142         |
| U-143, U-148, U-151, U-152, U-236, U-251, U-287      |
| U-351, U-393, U-554, U-555, U-560, U-579, U-612      |
| U-704, U-747, U-748, U-749, U-750, U-763, U-821      |
| U-982, U-999, U-1007, U-1008, U-1161, U-1162, U-1192 |
| U-1193, U-1195, U-1207                               |
| E UD-4                                               |